# Wooster (Arkansas)
Wooster – miasto w Stanach Zjednoczonych, w stanie Arkansas, w hrabstwie Faulkner.